# Igreja do Espírito Santo (Palermo)
Igreja do Espírito Santo (em italiano:  Chiesa dello Spirito Santo) é uma igreja normanda em Palermo, Sicília, sul da Itália. A igreja está localizada dentro dos limites do cemitério de Sant'Orsola.

## História
O mosteiro cisterciense foi fundado entre 1173 e 1178 pelo arcebispo de Palermo, Gualtiero do Moinho, e foi confiado aos monges da abadia calabresa de Sambucina. Doações consideráveis do rei Guilherme II da Sicília e de sua mãe, Margarida, enriqueceram a propriedade do edifício.
Em 30 de março de 1282, foi em frente a esta igreja que explodiu a insurreição popular, mais tarde chamada de vésperas sicilianas.